# Редуктор

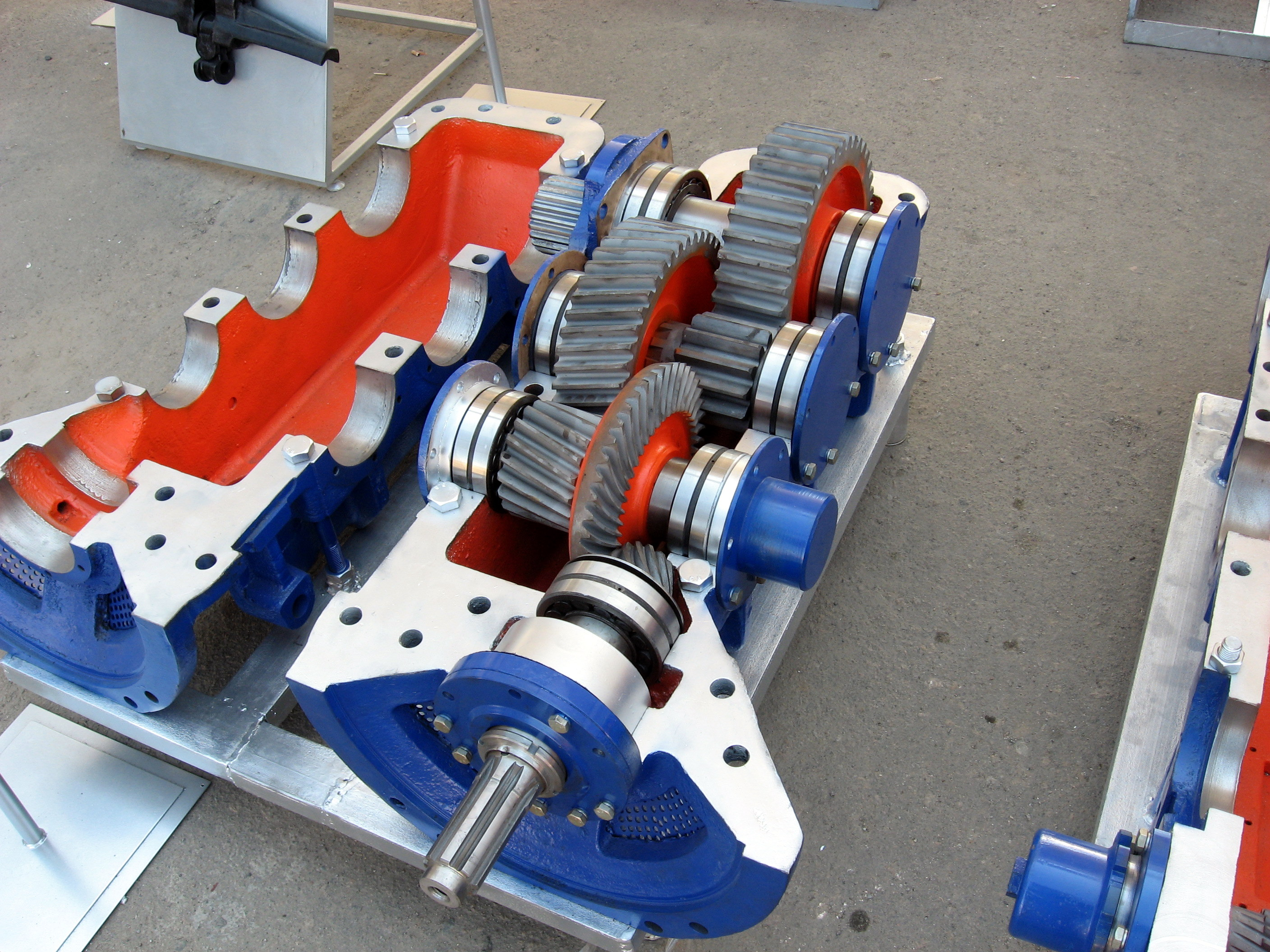

Редуктор, механічний редуктор (рос. редуктор; англ. reducer, reducing (reduction) gear, (reduction) gearbox, нім. Druckminderer m , Reduziergetriebe n, Reduzierventil n) — зубчата (зокрема черв'ячна) або гідравлічна передача, призначена для зміни кутових швидкостей і обертальних моментів.
Редуктор — самостійний вузол, що встановлюється між електродвигуном і машиною (механізмом). З їх валами редуктор з'єднується за допомогою муфт.
Гірничі машини — підіймальні машини, вентилятори, конвеєри, верстат-качалки та ін. — комплектуються редукторами різних типорозмірів. Характеристиками редуктора є передавальне число, крутильний момент, маховий момент на валу редуктора, міжцентрова відстань, маса, температура нагріву, шумова характеристика та ін. Редуктор кріпиться до гірничої машини і встановлюється на фундаменті.
Підйомні машини шахтних стволів обладнують переважно редукторами, які являють собою окрему конструкцію, виконану з урахуванням режимів підйому і конкретних умов експлуатації. Ці редуктори є одно- або двоступеневою циліндровою передачею з жорсткою міжцентровою відстанню. У редукторах барабанних підйомних машин разом з евольвентним зачепленням часто застосовують також зачеплення Новикова, що має ряд істотних переваг; широко застосовують шевронні зуби, які дозволяють вирівнювати знос в окремих точках зубів і цим зменшувати удари від неправильного зачеплення. Зубчасті передачі редукторів розміщують у чавунному корпусі.
Індекси в позначенні редукторів: Ц — циліндровий, О — одноступеневий, Д — двоступеневий, Н — із зачепленням Новикова, У — уніфікований.
На багатоканатних підйомних машинах застосовують спеціально спроєктовані двоприводні редуктори типу 2ЦД, які являють собою реверсивну зубчасту передачу із шевронними колесами, що розміщені в литому або зварному корпусі з жорсткою міжцентровою відстанню. Корпус установлено на пружинних опорах. Такі редуктори мають два приводи.
Характерною особливістю редукторів є спосіб з'єднання з електродвигуном.
Редуктори шахтних підйомних машин — одні з найнадійніших елементів, і, як правило, термін їх служби збігається з терміном служби підйомної установки.